# ワンダフルcha-cha
「ワンダフルcha-cha」（ワンダフルチャチャ）は、1980年10月10日に日本コロムビアからリリースされた山下久美子の2枚目のシングルで、トヨタFF「Enjoy Economy」キャンペーン・イメージソングに起用された。

## 作品概要
デビューシングルである「バスルームより愛をこめて」から約4ヶ月ぶりのシングルで、作詞に松任谷由実（呉田軽穂名義）、作曲に松任谷正隆夫婦が担当した。

## 制作
デビューシングル「バスルームより愛をこめて」が発売された直後に、トヨタが販売していた『ターセル』と『コルサ』のCMソングのタイアップが持ち上がり、当楽曲を制作することになった。
木崎賢治が、「チャチャのリズムでいこう」というアイデアで楽曲制作が開始され、作曲をデビューアルバム『バスルームより愛をこめて』の編曲を担当した松任谷正隆、作詞を松任谷由実に依頼した。当時、山下のディレクターだった福岡智彦は「早くもユーミンと仕事ができるなんて。私は小躍りしました」と懐古している。だが、出来上がった歌詞を見た福岡は、ユーミンに「もう少しなんとかならないか」と何度も手直しをお願いしたが、ユーミンのマネージャーから「これ以上対応できない」と伝えられ、所謂出入り禁止宣言を勧告されたという。
その後、山下がパーソナリティを務めたラジオ番組で、ユーミンがゲストとして出演し、トークの中で「あなたのディレクターが天下のユーミンに、歌詞を何度も直させてさぁ…」と苦言を発した。

## 収録曲
| 全作曲・編曲: 松任谷正隆。 |                       |           |            |      |
| #                          | タイトル              | 作詞      | 作曲・編曲 | 時間 |
| 1.                         | 「ワンダフルcha-cha」 | 呉田軽穂  | 松任谷正隆 | 3:52 |
| 2.                         | 「からっぽ」          | 菅原武彦  | 松任谷正隆 | 3:52 |
| 合計時間:                  | 合計時間:             | 合計時間: | 7:44       |      |